# Grootschalig Referentie Bestand
Het Grootschalig Referentiebestand (GRB) of Basiskaart Vlaanderen is een geografisch informatiesysteem dat dient als topografische referentie voor Vlaanderen.
Het GRB wordt geleverd door het Agentschap Digitaal Vlaanderen en bevat gegevens over gebouwen, percelen, wegen en hun inrichting, waterlopen, spoorbanen en het wegennetwerk. Het is kosteloos voor iedereen beschikbaar.